# Charlbi Dean
Charlbi Dean Kriek (Kaapstad, 5 februari 1990 – New York, 29 augustus 2022) was een Zuid-Afrikaans actrice en model. Ze was bekend van haar rollen in de superheldenserie Black Lightning en de film Triangle of Sadness.

## Biografie
Dean werd geboren en groeide op in Kaapstad. Ze begon op haar zesde als model en kwam voor in reclames en brochures. Zes jaar later tekende ze haar eerste contract als model. Vanaf haar veertiende reisde ze tussen Kaapstad, waar ze naar de toneelschool ging, en steden als Tokio, New York en Londen, waar ze werkte als model.
In oktober 2008 overleefde ze samen met model Ashton Schnehage een auto-ongeluk. Ze hield er een gebroken pols, vier gebroken ribben en een klaplong aan over. Door een operatie bleef ze in leven en haar littekens toonde ze tijdens een modeshow. Hierna nam ze even pauze van haar carrière.
In 2010 speelde Dean voor het eerst in een film, toen ze Amanda speelde in de film Spud. Deze rol zou ze ook in het tweede deel spelen. Na diverse filmrollen werd ze gecast als Syonide in de serie Black Lightning, onderdeel van de Arrowverse. In februari 2020 werd bekend dat ze onderdeel was van de cast voor de film Triangle of Sadness. Deze film ging in première op het Filmfestival van Cannes 2022 en won hier de Palme d'Or.

### Overlijden
Dean werd op 29 augustus 2022 opgenomen in een New Yorks ziekenhuis nadat ze zich niet goed voelde. Haar initiële symptomen waren mild maar ze ging snel achteruit en overleed een paar uur later op tweeëndertigjarige leeftijd. Aanvankelijk werd gedacht aan een virale infectie, maar een autopsie liet zien dat Dean was overleden aan de gevolgen (sepsis) van een bacteriële infectie met de Capnocytophaga-bacterie. Na het auto-ongeluk van 2008 werd de milt van Dean verwijderd. Al kan men goed verder leven zonder milt, verwijdering ervan vermindert de weerstand tegen bacteriële infecties.